# Ferrassières
Ferrassières é uma comuna francesa na região administrativa de Auvérnia-Ródano-Alpes, no departamento de Drôme. Estende-se por uma área de 29,27 km². Em 2010 a comuna tinha 128 habitantes (densidade: 4,4 hab./km²).